# Magdalena Kiszczyńska
Magdalena Kiszczyńska (* 14. April 1988 in Stettin) ist eine ehemalige polnische Tennisspielerin.

## Karriere
Kiszczyńska, die am liebsten auf Sandplätzen spielte, begann im Alter von sechs Jahren mit dem Tennis.
Sie gewann während ihrer Karriere drei Einzel- und 18 Doppeltitel des ITF Women’s Circuits. Auf der WTA Tour sah man sie erstmals im Hauptfeld bei den Idea Prokom Open 2004 im Einzel.
Außerdem stand sie 2016 im Kader des BASF TC Ludwigshafens, der in der 2. Tennis-Bundesliga-Süd spielte und in der Abschlusstabelle den zweiten Platz belegte.

## Turniersiege

### Einzel
| Nr. | Datum        | Turnier | Kategorie   | Belag     | Finalgegnerin            | Ergebnis         |
| --- | ------------ | ------- | ----------- | --------- | ------------------------ | ---------------- |
| 1.  | Mai 2003     | Olecko  | ITF $10.000 | Sand      | Dominika Luzarová        | 6:2, 3:0 Aufgabe |
| 2.  | Oktober 2006 | Lagos   | ITF $25.000 | Hartplatz | Laura Siegemund          | 6:4, 6:2         |
| 3.  | Juni 2007    | Olecko  | ITF $10.000 | Sand      | Aleksandra Malyarchikova | 6:2, 6:1         |

### Doppel
| Nr. | Datum          | Turnier        | Kategorie   | Belag           | Partnerin              | Finalgegnerinnen                                 | Ergebnis          |
| --- | -------------- | -------------- | ----------- | --------------- | ---------------------- | ------------------------------------------------ | ----------------- |
| 1.  | März 2006      | Parioli        | ITF $10.000 | Sand            | Simona-Iulia Matei     | Stefania Chieppa Valentina Sulpizio              | 6:3, 6:2          |
| 2.  | Juni 2006      | Davos          | ITF $10.000 | Sand            | Lucie Kriegsmannová    | Erika Clarke Lorena Villalobos Cruz              | 6:1, 7:64         |
| 3.  | Februar 2007   | Buchen         | ITF $10.000 | Teppich (Halle) | Nikola Fraňková        | Eva-Maria Hoch Lisa Sabino                       | kampflos          |
| 4.  | April 2007     | Hvar           | ITF $10.000 | Sand            | Mihaela Buzărnescu     | Émilie Bacquet Karolina Jovanović                | 6:4, 6:2          |
| 5.  | September 2007 | Sofia          | ITF $25.000 | Sand            | Mihaela Buzărnescu     | Joana Cortez Teliana Pereira                     | 6:4, 6:72, [10:4] |
| 6.  | Oktober 2007   | Mytilini       | ITF $10.000 | Hartplatz       | Olga Brózda            | Nicole Clerico Anna Koumantou                    | 6:2, 7:63         |
| 7.  | Oktober 2007   | Volos          | ITF $10.000 | Teppich         | Olga Brózda            | Justyna Jegiołka Anastassija Wassyljewa          | 6:3, 7:65         |
| 8.  | März 2008      | Rom            | ITF $10.000 | Sand            | Ksenija Mileuskaja     | Giulia Gatto-Monticone Federica Quercia          | 6:0, 6:4          |
| 9.  | Mai 2008       | Olecko         | ITF $10.000 | Sand            | Olga Brózda            | Annie Goransson Hanne Skak Jensen                | 6:4, 6:2          |
| 10. | Juli 2008      | Toruń          | ITF $25.000 | Sand            | Olga Brózda            | Mihaela Buzărnescu Anastassija Piwowarowa        | 4:6, 6:4, [10:2]  |
| 11. | August 2008    | Palić          | ITF $50.000 | Sand            | Olga Brózda            | Mervana Jugić-Salkić Teodora Mirčić              | 6:3, 7:65         |
| 12. | September 2008 | Brünn          | ITF $25.000 | Sand            | Olga Brózda            | Hana Birnerová Darina Sedenková                  | 6:2, 6:2          |
| 13. | März 2009      | Amiens         | ITF $10.000 | Sand            | Olga Brózda            | Bianca Hincu Anaïs Laurendon                     | 6:2, 6:1          |
| 14. | März 2009      | Genosse        | ITF $10.000 | Sand            | Olga Brózda            | Martina Caciotti Nicole Clerico                  | 6:1, 6:2          |
| 15. | März 2010      | Lyon           | ITF $10.000 | Hartplatz       | Olga Brózda            | Elena Bogdan Stéphanie Vongsouthi                | 5:7, 6:4, [10:6]  |
| 16. | April 2010     | Tessenderlo    | ITF $25.000 | Teppich (Halle) | Emma Laine             | Olga Brózda Barbara Sobaszkiewicz                | 6:4, 6:1          |
| 17. | August 2011    | Iława          | ITF $10.000 | Sand            | Huỳnh Phương Đài Trang | Karolina Kosińska Aleksandra Rosolska            | 2:6, 6:3, [10:7]  |
| 18. | November 2011  | La Vall d’Uixó | ITF $10.000 | Sand            | Viktorija Golubic      | Yvonne Cavalle-Reimers Arabela Fernández Rabener | 7:5, 3:6, [10:8]  |